# Đổng Hải Xuyên
Đổng Hải Xuyên (董海川 - Dong Haichuan) (13 tháng 10 năm 1797 hay 1813 – 25 tháng 10 năm 1882), người sống vào thời vua Gia Khánh nhà Thanh tại Chu Gia Vụ, huyện Văn An, tỉnh Hà Bắc trong một lần đi Giang Nam đã lạc đường tại núi Tuyết Hoa và đã học được môn Bát Quái Chưởng và Hà Đồ, Lạc Thư từ một đạo sĩ ở miền núi.
Đổng Hải Xuyên rất giỏi và nổi tiếng nhất ở Bắc Kinh, được xem như một chưởng môn về Bát quái chưởng, có nhiều học trò nổi tiếng như Sử Lập Khanh, Lưu Phụng Xuân, Lương Chấn Tấn, Trương Triệu Đông, Tống Trường Vinh, Mã Quý, Vi Phước, Trịnh Đình Hoa, Tống Vĩnh Tường, Mã Duy Kỳ, Ngụy Cát, Lý Văn Bảo, Doãn Phúc, Lý Tồn Nghĩa,....
Tương truyền rằng Đổng Hải Xuyên sau khi học Bát Quái Chưởng với vị đạo sĩ kia xong đã đi đến Bắc Kinh làm hoạn quan trong phủ của Tiêu Thân Vương, một vị hoàng thân quốc thích trong triều rất ham mê xem các trò lưu diễn võ thuật trong dân gian. Trong một lần mừng thọ Tiêu Thân Vương, do không chen nổi với đám đông trong phủ để dâng trà mừng thọ Thân Vương, Đổng Hải Xuyên đã lùi lại phóng qua đầu đám đông để dâng trà cho vị Thân Vương kia. Sự kiện này đã làm cả phủ và Tiêu Thân Vương bái phục và vui mừng, nhưng ông đã bị viên Hộ vệ trong phủ thách đấu và chiến thắng thần tốc. Tiêu Thân Vương thấy thế bèn phong cho ông làm Tổng Hộ vệ phủ Thân Vương và đảm nhiệm thêm chức giáo đầu dạy võ trong phủ. Từ đó danh tiếng của Bát Quái Chưởng đã lưu truyền khắp ra ngoài khu vực Bắc Kinh.
Về sau, Đổng Hải Xuyên kết bạn với danh thủ Quách Vân Thâm của môn Hình Ý Quyền, sau trận thử thách ngang tài. Hai người kết hợp hai môn cùng dạy cho các học trò. Trong số các học trò của Đổng Hải Xuyên có Trịnh Đình Hoa rất giỏi, nổi tiếng ở Hoa Bắc. Trịnh Đình Hoa có học trò giỏi nhất là Tôn Lộc Đường sau này học thêm Thái cực quyền với Hác Vi Trinh ở Bắc Kinh và lập ra trường phái Thái cực quyền Tôn Gia Giá thức.